# Beta vulgaris
Beta vulgaris је зељаста, двогодишња или вишегодишња биљка из породице штирева и лобода (Amaranthaceae). Са узгојем ове биљке почело се још у 2. миленијуму п. н. е. у области Медитерана. Економски је најзначајнији представник реда Caryophyllales.
Најпознатији узгојени варијетети (култивари) ове врсте су цвекла, блитва и шећерна репа.

## Подела
Домаћа Beta vulgaris се према облику и грађи главног корена дели на две подврсте:
- подврста Beta vulgaris ssp. cicla - лисната репа или блитва
- подврста Beta vulgaris ssp. esculenta - коренаста репа
  - група варијетета B. v. ssp esculenta convar. cruenta Alef. - цвекле
  - група варијетета B. v. ssp esculenta  convar. crassa Alef. - сточне репе
  - група варијетета B. v. ssp esculenta  convar. altissima Zoss. - шећернате репе
    - варијетет Beta vulgaris ssp. esculenta convar. altissima var. altissima
    - варијетет Beta vulgaris ssp. esculenta convar. altissima var. saccharifera Alef. - шећерна репа